# 母智丘・関之尾県立自然公園
母智丘・関之尾県立自然公園（もちおせきのおけんりつしぜんこうえん）は宮崎県都城市にある自然公園。1958年（昭和33年）9月1日に県立公園として指定された。面積は6.34 km2で県内の県立公園では最も狭い。

## 見所
- 母智丘
サクラの名所。母智丘神社には巨岩群がある[1]。
- 関之尾滝
甌穴群が有名で国の天然記念物である[1]。